# 대니 존스
대니얼 앨런 데이비드 "대니" 존스(영어: Daniel Alan David "Danny" Jones, 1986년 3월 12일 ~ )는 잉글랜드의 가수이자 기타리스트, 팝 록 그룹 맥플라이의 멤버이다.

## 인물

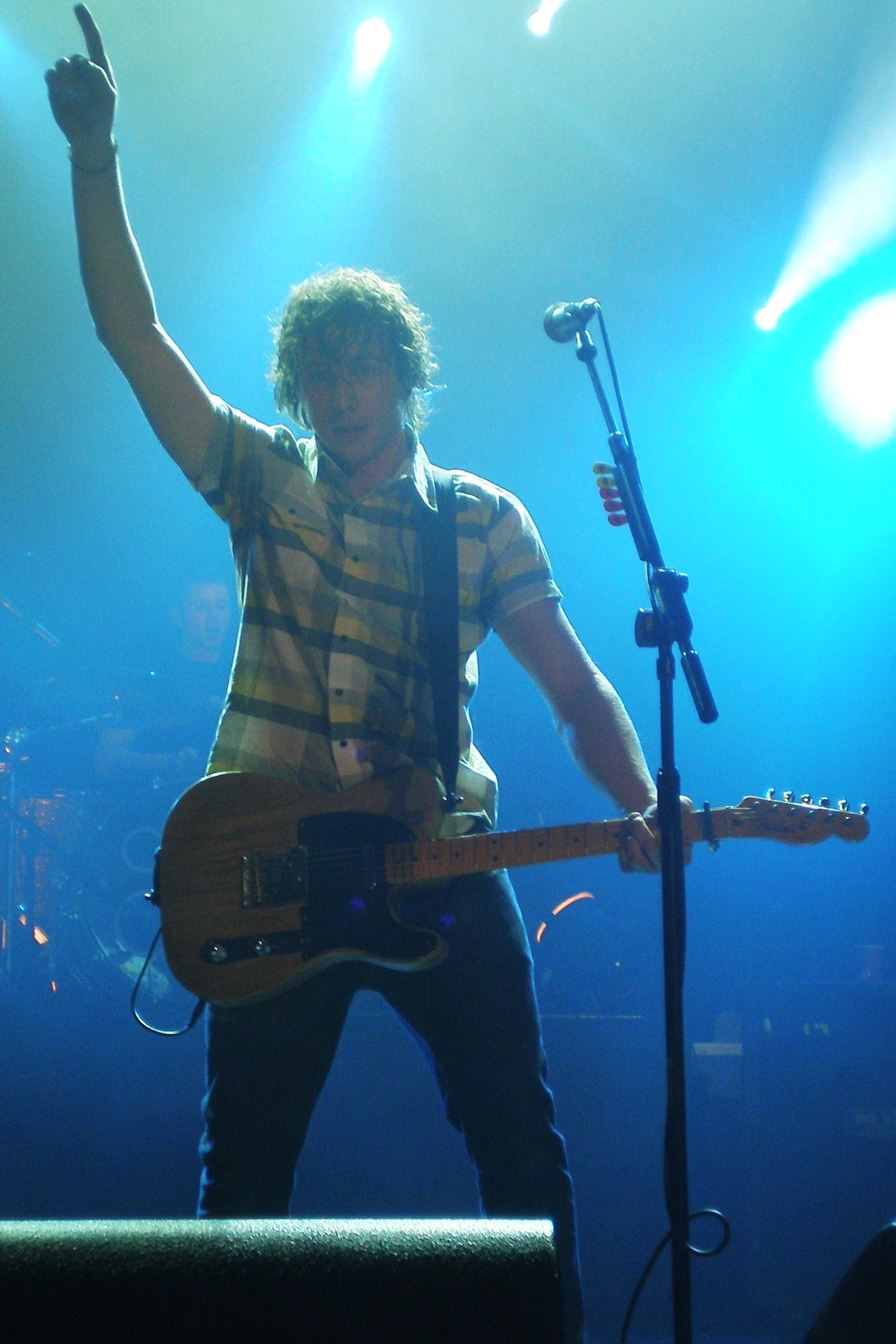
아이튠즈 콘서트에서 공연을 하고 있는 대니 존스

축구를 좋아하며, 자선경기 및 프로 선수들과 친선 경기에도 종종 참가한다. 좋아하는 팀은 볼턴 원더러스 FC, 좋아하는 선수는 이반 캄포이다.
부모님과 한 살차이의 누나가 한명 있으며, 2000년에는 누나 비키 존스와 밴드 Y2K를 만들어 방송 프로그램 《Steps to the Stars》에 출연한 적이 있다. 또한 맥플라이의 2번 째 정규 음반 Wonderland의 수록곡 "Don't Know Why"는 누나와 함께 만든 곡이다.
데뷔 초에는 매직 스트레이트 펌을 하였으나 관리가 귀찮아 현재는 펌 스타일을 유지하고 있다.
6세 때부터 기타를 배우기 시작하였다. 더 후와 브루스 스프링스틴, E 스트리트 밴드 등의 어쿠스틱 밴드나, 케리 조 펠프스, 존 메이어같이 재지한 아티스트를 좋아한다.

## 맥플라이
2002년, 제임스 본과 곡 작업을 하던 톰 플래처를 만나 팀을 결성하였다. 여러 레코드 회사를 전전하며 오디션을 치른 결과 유니버설 뮤직 그룹과 계약하였다. 톰과 함께 맥플라이의 거의 모든 곡을 만들고 있다.

## 텔레비전·영화 출연
2005년 1월, 영국의 장수 드라마 《캐주얼티》, 2007년 《닥터 후》 에피소드 '드럼의 소리', 《고스트 헌팅 with...》와 고든 램지의 《The F Word》에 카메오로 출연하였다.

## 수상
2004년
스매시 히트 어워즈 - Most Fanciable Male
2005년
스매시 히트 어워즈 - Most Snoggable Male

## 같이 보기
- 맥플라이
  - 톰 플래처
  - 더기 포인터
  - 해리 저드
- 버스티드